# 하나와 에이지
하나와 에이지(일본어: 花輪 英司 はなわ えいじ[*], 1974년 7월 6일 ~ )는 일본의 성우이다. 야마나시현 출신. 도쿄배우생활협동조합, 모아나 팩토리를 거쳐 지금은 켄유 오피스 소속.

## 출연 작품

### TV 애니메이션
2004년
- 판타스틱 칠드런(듀마)
- 천상천하(타가미 시로)

2005년
- 파니포니대쉬!(양키, 사오토메 선생님)

2006년
- 데스노트(미도 신고)
- 워킹맨(야마시로 신지)

2007년
- 크게 휘두르며(카와이 카즈키)

2008년
- 서양골동양과자점 ~안티크~(코바야카와 치카게)

2009년
- 야수 조율사 에린(슈난)

2010년
- 크게 휘두르며 여름대회편(카와이 카즈키)

2017년
- 드래곤볼 슈퍼(지렌)

### 극장판
2007년
- 색의 달(타이라노 츠네마사)

2010년
- 머나먼 시공 속에서 3 끝없는 운명(타이라노 츠네마사)